# Acacio Valbuena Rodríguez
Acacio Valbuena Rodríguez OMI (* 8. Mai 1922 in Horcadas, Spanien; † 4. Mai 2011 in Madrid) war Apostolischer Präfekt der Westsahara. 

## Leben
Acacio Valbuena Rodríguez trat der Ordensgemeinschaft der Oblaten bei und empfing am 17. März 1945 die Priesterweihe. Er war in Argentinien tätig, unter anderem Provinzial und Novizenmeister.
Papst Johannes Paul II. ernannte ihn am 27. April 1987 zum Apostolischer Präfekten der Westsahara mit Sitz im marokkanischen El Aaiún (Laâyoune) im Territorium Westsahara an der Atlantikküste Nordwestafrikas.
Am 25. Februar 2009 nahm Papst Benedikt XVI. sein aus Altersgründen vorgebrachtes Rücktrittsgesuch an.